# Axel Oxenstiernas staty

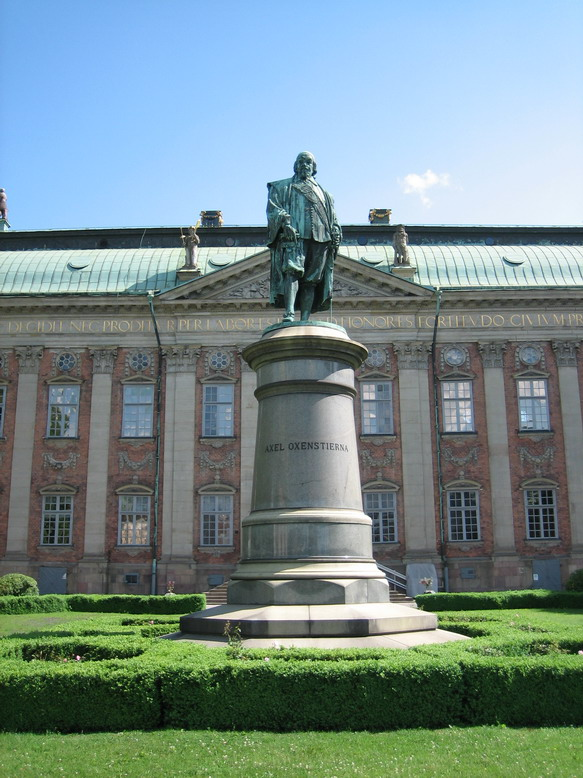
Axel Oxenstierna vid Riddarhuspalatset.

Axel Oxenstiernas staty är en staty som avbildar den svenske rikskanslern Axel Oxenstierna. Statyn står på Riddarhusets gård mot Riddarfjärden i Stockholm. Statyn skapades av bildhuggaren John Börjeson och avtäcktes 1890.

## Avbildning
Statyn är utförd i brons och står på en sockel av granit. Sockeln är prydd med Axel Oxenstiernas namn. Han är iklädd en dräkt från mitten av 1600-talet och bär en värja i gehäng över höger axel.